# William Knell (Schauspieler)
William Knell († 13. Juni 1587 in Thame, England) war ein englischer Schauspieler des Elisabethanischen Theaters, welcher in den 1580er Jahren einer der leitenden Akteure der Theaterkompanie Queen Elizabeth’s Men war. Eine Spekulation besagt, dass sein plötzlicher Tod in einem Zweikampf mit einem Schauspielerkollegen dem jungen William Shakespeare erst ermöglichte Schauspieler zu werden.

## Leben
Knell schloss sich den Queen Elizabeth’s Men 1583 an. Es scheint, dass er recht bald führende Rollen übernahm. So ist bekannt, dass er den König Heinrich V. in dem Stück The Famous Victories of Henry V. spielte; zusammen mit Richard Tarlton, der in dem Stück die komische Rolle des Dericke übernahm. Eine Aufzeichnung über diese Aufführung besagt: „Knel, then playing Henry the fift, hit Tarlton a sound boxe indeed, which made the people laugh the more“.
Am 30. Januar 1586 heiratete Knell die 15-jährige Rebecca Edwards (getauft am 23. Dezember 1571).
Am 13. Juni 1587 starteten die Queen’s Men in Thame (Oxfordshire) ihre Tournee durch die Provinzen Englands, als Knell in einen Streit mit seinem Kollegen John Towne geriet. Knell zog sein Schwert und griff Towne an, der sich darob auf eine kleine Erhebung mit Namen White Hound Close flüchtete. Als Knell sich Towne näherte, zog dieser in Selbstverteidigung sein eigenes Schwert und stach Knell damit in den Hals. Daran verstarb der Schauspieler innerhalb einer halben Stunde. Towne wurde bei der anschließenden Untersuchung von jeglicher Schuld freigesprochen. Der Untersuchungsbericht sagt aus, dass „William Knell seinen Angriff wie zuvor weiter führte, so bösartig und wütend, und Towne … um sein Leben zu retten, zog sein Schwert (Preis fünf Schillinge) und hielt es in der rechten Hand und stieß es in den Hals von William Knell und erzeugte eine tödliche Wunde drei Zoll tief und einen Zoll breit.“

## Nachwirkungen
Rebecca Knell wurde im Dezember 1587 das Erbe ihres Mannes zugesprochen. Sie heiratete am 10. März 1588 John Heminges, später einer von Shakespeares engsten Kollegen bei den Lord Chamberlain’s Men und Mitherausgeber des First Folio seiner Stücke. Mit ihm hatte Rebecca in ihrer 31-jährigen Ehe 14 Nachkommen, ehe sie im Sommer 1619 starb. Der älteste Sohn, William, erwarb sich Anerkennung als Dramatiker und Poet.
Das brutale Ausscheiden Knells aus der reisenden Theaterkompanie könnte eine Erklärung liefern, wie Shakespeare zu dem Schauspielberuf kam. So mutmaßt Samuel Schoenbaum: „When the Queen’s Men stopped in Stratford in 1587, they were short a man, William Knell having been lately killed in a brawl with a fellow actor. Maybe Shakespeare took Knell's place and thus found his way to London and stage-land.“ („Als die Queen’s Men in Stratford hielten, waren sie eines Mannes verlustig, William Knell wurde kürzlich bei einer Rauferei von einem Schauspielerkollegen getötet. Vielleicht übernahm Shakespeare Knells Platz und fand so den Weg nach London und [seine] Bühnenlandschaft.“) Shakespeares Vater John Shakespeare war als High Bailiff (Bürgermeister) von Stratford verantwortlich für die Genehmigungen und Unterbringungen durchreisender Theatergruppen. Es gibt jedoch keinen direkten Beweis für Shakespeares Mitwirkung bei den Queen Elizabeth’s Men, so dass dies weiterhin als reine Spekulation gilt.

## Spätere Erwähnungen
In Edmund Spensers 1591 erschienenen Gedichtreihe The Teares of the Muses, könnte in folgenden Zeilen eine Referenz auf William Knell enthalten sein
Our pleasant Willy, ah is dead of late:

With whom all joy and jolly merriment

Is also deaded, and in dolour drent.
Thomas Heywood erwähnt ihn zusammen mit anderen in seinem Apology for Actors als einen modernen Roscius, dessen Ruhm ihn überlebte. Heywood sah ihn zwar niemals spielen, aber er glaubte denjenigen, die ihn und die anderen Schauspieler sahen, dass ihre Darbietungen so vollkommen („absolute“) seien, dass es eine Sünde wäre „ihre Worte im  Lethe zu ertränken“, also anzuzweifeln. Er wurde auch in Thomas Nashes Buch Pierce Penilesse von 1592 lobend erwähnt, in welchem Nashe scherzhaft sagt, dass er ein Buch in Latein schreiben wird, damit die Leistungen von Knell, Tarlton, Edward Alleyn und John Bentley in ganz Europa, noch über die der berühmten, antiken römischen Schauspieler hinausgehend, anerkannt werden.